# Sharon Sheeley

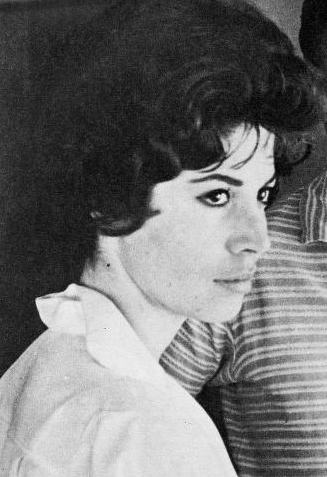
Sharon Sheeley (1961)

Sharon Sheeley (* 4. April 1940 in Los Angeles, Kalifornien; † 17. Mai 2002, ebenda) war eine US-amerikanische Songschreiberin, deren größter Erfolg Ricky Nelsons Nummer-eins-Hit Poor Little Fool war. Einer ihrer bekanntesten Titel ist Somethin' Else, ein Rock-’n’-Roll-Song, den sie für ihren Verlobten Eddie Cochran gemeinsam mit dessen Bruder Bob Cochran schrieb.

## Leben
Im Alter von 18 Jahren schrieb Sharon Sheeley, die damals „Shari“ gerufen wurde, den Song Poor Little Fool – angeblich über eine Affäre mit dem verheirateten Don Everly. Sharon Sheeley versuchte den Song bei Ricky Nelson, in dessen Nachbarschaft sie mittlerweile in Los Angeles wohnte, attraktiv zu machen. Sie erzählte ihm, das Lied sei von einem Bekannten geschrieben und Elvis Presley würde sich bereits dafür interessieren. Ricky Nelson nahm – angeblich aufgrund einer Idee seines Leadgitarristen (von 1958 bis 1967) James Burton – das Lied in einer langsameren Midtempo-Version auf, als eigentlich von Sheeley geschrieben. Nelson brachte es 1958 als seine fünfte Single heraus. Seine ersten vier A-Seiten-Singles, fast ausschließlich schnelle Rockabilly-Songs, waren bereits allesamt Hits auf vorderen Plätzen der Billboard-Charts gewesen.
Mit Poor Little Fool hatten Nelson und Sheeley am 4. August 1958 ihren ersten Nummer-eins-Hit, der damit gleichzeitig der erste Charttopper der neu eingerichteten Billboard Hot 100 wurde. Außerdem machte er Sharon Sheeley zur jüngsten Frau, die je einen US-Nummer-eins-Hit schrieb.
Durch diesen großen Erfolg lernte sie auch Jerry Capeheart in Los Angeles kennen, den Manager von Eddie Cochran, der sich auch um ihre Belange kümmerte. Er ließ Cochran ihren Song Love Again aufnehmen, der als B-Seite des Hits Summertime Blues herauskam. Im folgenden Jahr schrieb sie für Cochran gemeinsam mit dessen Bruder den Titel Somethin' Else, der in den USA nur in die unteren Regionen der Charts kam, jedoch in Großbritannien ein größerer Hit wurde.
Cochran ging gemeinsam mit Gene Vincent im Frühjahr 1960 auf eine zehnwöchige Tournee durch Großbritannien. Wegen des großen Erfolges wurde die Tour verlängert, und Cochran ließ Sheeley zu ihrem Geburtstag nachkommen. Am 16. April 1960 verunglückten Cochran, Vincent und Sheeley gemeinsam auf dem Weg zum Flughafen, als an ihrem Taxi ein Reifen platzte und der Wagen gegen einen Laternenpfosten prallte. Cochran starb am Tag danach; Vincent und Sheeley kamen mit Knochenbrüchen davon.
Sheeley ging zurück nach Kalifornien, wo sie Jackie DeShannon kennenlernte. Mit der Musikerin und Sängerin schrieb sie gemeinsam Songs, unter anderem Dum-Dum und Heart in Hand für Brenda Lee und Breakaway für Irma Thomas. Sie förderte die Sangeskarriere von James Marcus Smith alias P. J. Proby, dem sie seinen Künstlernamen gab – in Erinnerung an einen ehemaligen Freund dieses Namens. Mitte der 1960er schrieb sie Lieder für die Searchers und später mit deren ehemaligem Drummer Chris Curtis unter anderem Night Time für Paul und Barry Ryan. Nachdem ihre 1961 geschlossene Ehe mit dem Discjockey und Fernsehmoderator Jimmy O’Neill nach fünf Jahren geschieden war, zog sie sich weitgehend aus dem Showbusiness zurück.
1979 wurde Something Else in einer Version der Sex Pistols erneut ein Hit in Großbritannien; vier Jahre später brachte Tracey Ullman Breakaway erneut in die Top Ten. Im Jahr 2000 wurde eine Sammlung von Sheeleys Songs veröffentlicht, die Anfang der 1960er Jahre von einer Gruppe damals unbekannter Studiomusiker aufgenommen worden war – darunter Glen Campbell, Leon Russell, David Gates (später bei Bread), Hal Blaine und Herb Alpert.
Sharon Sheeley starb 2002 in Los Angeles an den Folgen eines Schlaganfalls aufgrund eines Aneurysmas.